# Grote glansspreeuw
De grote glansspreeuw (Lamprotornis australis) is een vogelsoort uit de familie Sturnidae.

## Verspreiding en leefgebied
Deze soort komt voor in het zuiden van Afrika en telt twee ondersoorten:
- Lamprotornis australis australis
- Lamprotornis australis degener